# 森村誠一の異常の太陽
『森村誠一の異常の太陽』（もりむらせいいちのいじょうのたいよう）は、1986年にテレビ朝日系「土曜ワイド劇場」で放送されたテレビドラマ。主演は梶芽衣子。視聴率は17.4%。

## キャスト
- 砂本雅子（良昭の妻） - 梶芽衣子
- 貫田弓枝（貫田の妻） - 宮下順子
- 吉原慶子（弓枝の勤めるバー「ばっかす」ママ） - 大信田礼子
- 友谷（絵画教師） - 岸部一徳
- 貫田順平（トラック運転手） - 大地康雄
- 正一の担任教師 - 佐々木功
- 砂本良昭（砂本次郎の兄） - 村井国夫
- 貫田の母 - 千石規子
- 砂本正一（良昭の息子） - 岩瀬威司
- ヌマチョウ（警視庁鑑識課） - 東野英心
- 砂本次郎（警視庁捜査課刑事） - 勝野洋
- 棟方洋子、石津康彦、平垣達也、光田昌弘、高杉玄、松尾文人、須藤健、磯崎洋介、谷口真一

## スタッフ
- 原作 - 森村誠一『異常の太陽』
- 脚本 - 須川栄三
- 監督 - 田中登
- 音楽 - 朝川朋之
- プロデューサー - 熊谷健、白崎英介
- 制作 - テレビ朝日、国際放映